# Топонимия Чили

Административное деление Чили

Топонимия Чили — совокупность географических названий, включающая наименования природных и культурных объектов на территории Чили. Структура и состав топонимии обусловлены такими факторами, как состав населения, история освоения и географическое положение.

## Название страны
Название происходит из языка индейцев араваков, у которых «чили» — «холод, зима», что связано с их восприятием снежных вершин Анд. Согласно В. А. Никонову, возможны другие интерпретации названия — от имени или титула вождя одного из индейских племён.
Вопрос о грамматическом роде названия «Чили» в русском языке решается следующим образом. Если имеется в виду государство, слово Чили — среднего рода. Если же подразумевается страна («Чили протянулась узкой полосой вдоль Тихоокеанского побережья Южной Америки…»), то — женского.

## Топонимическая политика
Чили не имеет специального общенационального органа, ведающего топонимической политикой.